# Jackie Brenston
Jackie Brenston (Clarksdale, 24 agosto 1930 – Memphis, 15 dicembre 1979) è stato un cantante e sassofonista statunitense noto per la canzone Rocket 88 registrata nel 1951 insieme a Ike Turner e considerato come pioniere del rock and roll.